# Brawlhalla
Brawlhalla è un videogioco picchiaduro sviluppato dalla Blue Mammoth Games e pubblicato da Ubisoft.

## Modalità di gioco
Su Brawlhalla si può scegliere attualmente tra molteplici personaggi ognuno con mosse uniche e animazioni che rispecchiano la storia di ognuno di essi.
Il numero di Legends è in costante crescita ed è in programma di aggiungere un personaggio ogni 1-2 mesi. I personaggi vivono nel Valhalla, un enorme palazzo della mitologia nordica. Inoltre ciascuna leggenda ha una sua storia. Il personaggio "Lord Vraxx" è stato creato partendo da un disegno di un ragazzino autistico "Omar Assal" malato di cancro, e viene a lui dedicato questo personaggio.
Ogni personaggio (oltre che le mosse disarmate) può usare 2 armi e ha 4 statistiche che ne influenzano la sua giocabilità, le quali sono Attacco (quanto danno fanno i suoi attacchi, indicata con una spada), Difesa, (quanto danno sopporta il personaggio prima di essere  lanciato fuori dall'arena, indicata con uno scudo), Destrezza (quanto veloce il personaggio riesce ad attaccare e fare più attacchi di fila, indicata con una spada che sembra sferrare un colpo) e Velocità (quanto veloce si muove il personaggio, indicato con un omino in posizione di corsa).
Gli item che possono essere utilizzati durante i match (ad esclusione delle armi delle leggende) sono bombe rimbalzanti (che rimbalzano sulle superfici dell'arena), mine di prossimità, delle palle chiodate di ferro, un corno che richiama un attacco da parte del Sidekick (l'unico NPC presente nel gioco che ha il compito di riportarti sul ring dopo essere stato messo KO) che colpisce l'avversario se si trova sul suo tragitto orizzontale attraverso l'arena e inoltre porta una spada che permette di prendere una delle armi del personaggio. Ogni personaggio ha la sua coppia di armi personali che possono usare durante la battaglia e coi loro attacco personali, le "Signatures" (abbreviato in sigs, "firma" in inglese perché appunto sono personali di ogni leggenda) che infliggono più danni.
Le mappe (definite anche arene) possono essere suddivise in 1vs1, 2vs2 e mappe grandi, adatte a partite comprendenti numerosi giocatori. Il numero di arene è variabile nel tempo.
Le modalità di gioco presenti all'interno di Brawlhalla comprendono oltre a partite "amichevoli", anche "classificate", che permettono al giocatore, nel caso di vincita, di salire di livello (o rank) in un campionato globale con scadenza bimestrale.

## Personaggi
Brawlhalla presenta 60 personaggi denominati "Leggende", introdotti tramite aggiornamenti periodici. Oltre a personaggi ispirati alla mitologia norrena o greca quali Bödvar, Brynn o Teros, tra le Leggende figurano Rayman e Ezio.
Alcuni personaggi sono apparsi nel gioco come "Crossover", principalmente skin di personaggi già presenti in Brawlhalla. Tra i Crossover compaiono personaggi di Shovel Knight, Adventure Time, Steven Universe, Ben 10, Kung Fu Panda, The Walking Dead e Tartarughe Ninja, WWE, Castlevania, Avatar: La leggenda di Aang, G.I. Joe, Tekken e Halo.

## Sviluppo
Il gioco venne lanciato in closed beta nel 2014 per poi essere reso disponibile attraverso Steam in beta a partire dal 3 novembre 2015.
Il 17 ottobre 2017 il gioco è uscito dalla beta; nello stesso periodo, il gioco viene reso disponibile anche per PlayStation 4 come free to play. 
Il 5 marzo 2018 la Blue Mammoth Games, ossia la casa di sviluppo, è stata acquistata da Ubisoft.
Il 6 novembre 2018 viene distribuito anche su Xbox One e Nintendo Switch.
Il 6 agosto 2020 è stata rilasciata la versione mobile su Android e IOS.